# Tulsa (geslacht)
Tulsa is een geslacht van vlinders van de familie snuitmotten (Pyralidae), uit de onderfamilie Phycitinae.

## Soorten
- T. finitella Walker, 1863
- T. infinitella Dyar, 1919
- T. oregonella Barnes & McDunnough, 1918
- T. umbripennis Hulst, 1895